# Nicolás Royon
Nicolás Royon, vollständiger Name Pablo Nicolás Royón Silvera, (* 28. Januar 1991 in Las Piedras) ist ein uruguayischer Fußballspieler.

## Verein
Royon stieß am 10. Februar 2005 zur Nachwuchsmannschaft von Liverpool Montevideo in der Septima División. Sodann durchlief er sämtliche Nachwuchsmannschaften des Vereins und erzielte in allen Wettbewerben in jener Zeit zusammen 58 Tore. Dies waren im Einzelnen sieben Tore in der Séptima División, 13 in der Sexta, vier in der U-16, 23 in der Quinta, vier in der Cuarta und zwei in der Tercera División.
Der 1,72 Meter große Offensivakteur stand seit der Clausura 2011 im Kader des Erstligisten Liverpool Montevideo. Dort debütierte er unter Trainer Eduardo Favaro am 28. Mai 2011, als er in der Begegnung gegen die Montevideo Wanderers in der 55. Minute für Christian Silvera eingewechselt wurde. Noch in derselben Woche feierte er sodann seinen ersten Startelfeinsatz in der Partie gegen Cerro. Bis zum Abschluss der Clausura 2013 absolvierte er für die Montevideaner 23 Partien in der Primera División und erzielte fünf Tore. Während dieser Zeit brach er sich im November 2011 beim 2:1-Sieg gegen Cerrito bei einem Zusammenprall mit dem gegnerischen Torwart Yair Lemos das Schienbein. In der Clausura 2012 sind keinerlei Einsätze verzeichnet. Zur Spielzeit 2013/14 schloss er sich dem Ligakonkurrenten Fénix im Rahmen einer Ausleihe an. In der Apertura 2013 bestritt er dort elf Erstligapartien und schoss drei Tore. Anschließend bat er Anfang Januar 2014 um Vertragsauflösung bei Fénix. Mitte Januar 2014 wurde er seitens Liverpool an Sud América verliehen. Dort absolvierte er bis zum Abschluss der Clausura 2014 14 Erstligaspiele und traf neunmal. Im August 2014 wechselte er auf Leihbasis nach Argentinien zu Atlético Rafaela. Dort wurde er 14-mal in der Primera División eingesetzt und schoss ein Tor. Zudem kam er in drei Partien (ein Tor) der Copa Argentina zum Einsatz. Anfang Januar 2015 wurde er seitens Liverpool Montevideos sodann an den Club Olimpo weiter verliehen. Elf Ligaspiele (ein Tor) und eine Partie (kein Tor) im Argentinischen Pokal absolvierte er für das Team. Bereits ab Juli 2015 folgte die nächste Leihstation. Neuer Arbeitgeber ist seither sein vorheriger Klub Sud América. In der Spielzeit 2015/16 bestritt er für die Montevideaner 25 Begegnungen in der Primera División und traf siebenmal ins gegnerische Tor. Anfang August 2016 kehrte er zu Liverpool Montevideo zurück und bestritt in der laufenden Saison 2016 bislang (Stand: 12. September 2016) drei Erstligaspiele (kein Tor) für den Klub.